# Freziera dudleyi
Freziera dudleyi là một loài thực vật thuộc họ Theaceae. Loài này có ở Bolivia và Peru.